# St. Martin (Mertingen)

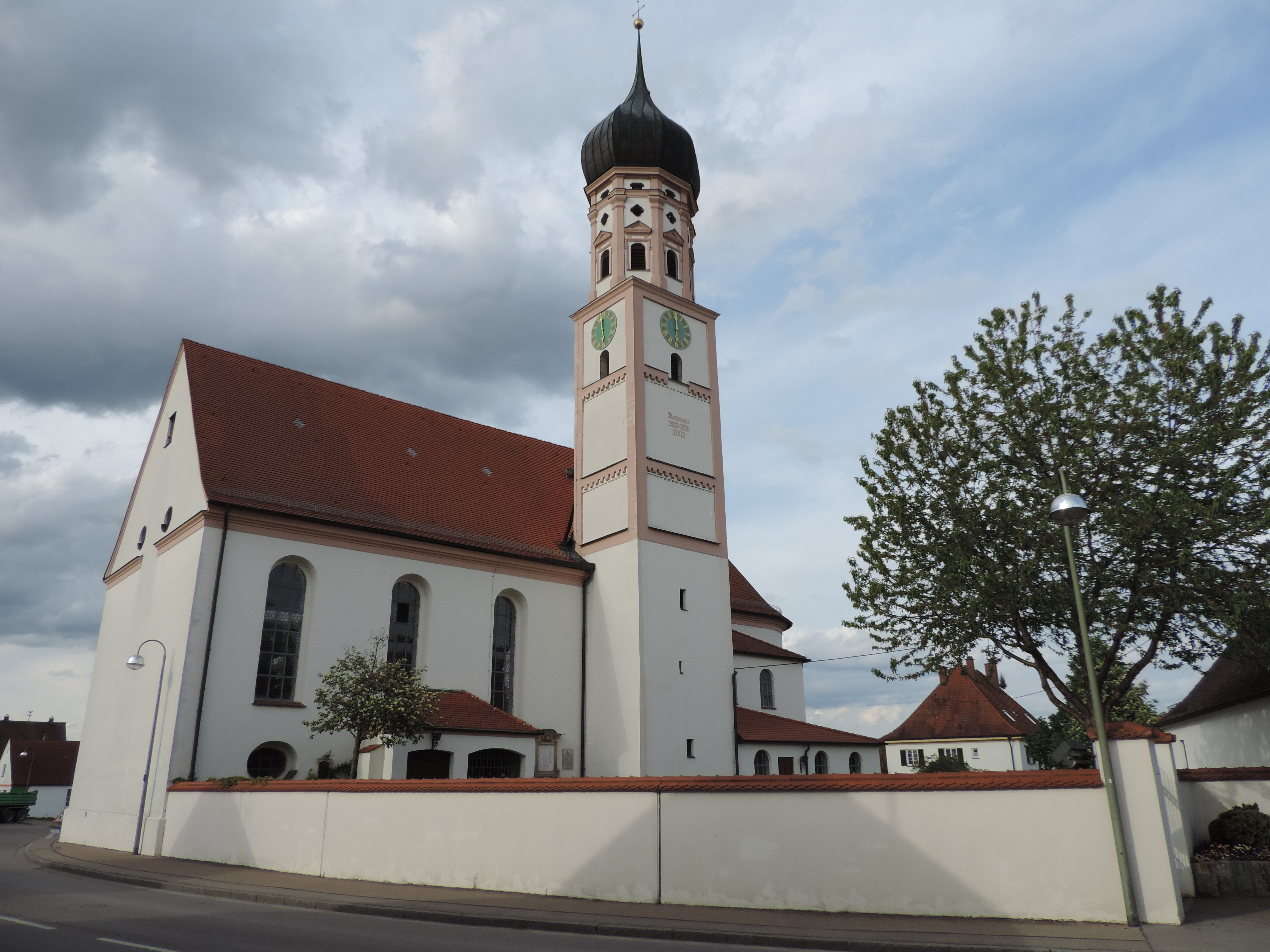
St. Martin, Außenansicht

Die katholische Pfarrkirche St. Martin in Mertingen, Landkreis Donau-Ries im bayerischen Regierungsbezirk Schwaben, ist im Kern ein spätbarocker Bau mit älterem Turm.

## Geschichte
Das Patrozinium St. Martin lässt auf eine sehr alte Gründung schließen. Mertingen war ein Hauptort der Reichspflege Wörth (Donauwörth) und kam am 24. September 1749 zum Kurfürstentum Bayern.
Urkundlich erwähnt wurde die Kirche der Urpfarrei Mertingen erstmals 1096. Die vier Untergeschosse des Turmes sind noch romanisch. 1678 brannte die Kirche, durch die Hitze begannen sogar die Glocken zu schmelzen. Unter der Leitung von Valerian Brenner wurde 1680 das Oktogon des Turmes hergestellt. Bis zum Neubau des Kirchenschiffes traten immer wieder Baumängel auf.
1726/27 entstand der spätbarocke Saalbau mit eingezogenem, halbrund geschlossenem Altarraum; Baumeister war Joseph Meitinger aus Ustersbach. Die Wände des Kirchenschiffes sind durch Pilaster gegliedert, die beiden Fenster der Südseite (vor dem Turm) sind nur aufgemalt. Weil das Geld fehlte, zog sich die Gestaltung des Innenraumes jahrzehntelang bis in das Rokoko hin. Die Maler Johann Baptist Enderle und Joseph Leitkrath sowie der Bildhauer Johann Georg Bschorer sorgten für die gelungene Ausführung. Am 20. Oktober 1761 weihte der Augsburger Weihbischof Franz Xaver Adelmann von Adelmannsfelden das Gotteshaus. Der Sakristeianbau ist aus dem frühen 20. Jahrhundert. Das Gebäude ist in die Denkmalliste eingetragen.

## Altäre

### Hochaltar
Der viersäulige Hauptaltar entstand um 1730/40. Aus der Werkstatt von Bschorer stammen die lebensgroßen Figuren der Heiligen Petrus und Paulus. Das Altarbild mit dem Kirchenpatron St. Martin malte Leitkrath im Jahr 1800; es zeigt im Hintergrund einen Teil des Ortes Mertingen; von ihm ist auch das Bild im Auszug mit Gottvater, der von Engelsfiguren umgeben ist.

### Seitenaltäre
Zentrum des nördlichen Seitenaltares ist das seit dem Mittelalter beliebte Motiv Anna selbdritt mit Anna, ihrer Tochter Maria und ihrem Enkelkind Jesus. Zum Figurenschmuck gehören eine Pietà aus spätgotischer Zeit, die Heiligen Walburga, Josef, Katharina von Alexandrien und Notburga. Vorne am Altartisch zeigt ein Relief die Heilige Anna mit ihrem Gatten Joachim. Ein Bild der Dreifaltigkeit und eine Herz-Jesu-Darstellung krönt den Altar. Der südliche Seitenaltar wurde 1731 von der Rosenkranzbruderschaft errichtet. Die um 1730 geschaffenen Schnitzereien stellen die Madonna mit dem Jesuskind sowie die Heiligen Dominikus und Katharina von Siena dar. Am Altartisch zeigt ein Relief die Verkündigung durch den Erzengel  Gabriel, oben schließen ein Bild der Heiligen Familie und die Herz-Mariä-Darstellung ab.

## Fresken

### Chorraum
Das Hauptbild mit dem Letzten Abendmahl schuf Johann Baptist Enderle 1787 – also in seiner späten Schaffenszeit. Die sechs Darstellungen, die sich um das Abendmahl gruppieren, stehen für die christlichen Tugenden Glaube, Hoffnung, Demut, reine Liebe, Reinheit und Bußfertigkeit.

### Kirchenschiff
Die Deckengemälde stammten ursprünglich alle von Enderle, waren aber im Laufe der Zeit abgefallen und mussten erneuert werden, so dass von den Originalen nichts blieb. Bei der zentralen Darstellung der Bergpredigt hat Hermenegild Peiker 1986 versucht, dem Aufbau und Kolorit von Enderle zu folgen. Das Bild zum Chorraum zeigt die Rettung von Petrus aus den Wellen (Mt 14, 22–36), über der Orgel ist das Gleichnis vom Pharisäer und Zöllner dargestellt. Den sechs Pfeilern des Schiffes sind sechs Gemälde von Heiligen zugeordnet: Antonius von Padua, Georg, Thomas von Aquin (alle Nordseite) sowie Sebastian, Florian und Aloisius (Südseite), die bei Restaurationen immer wieder Veränderungen erfahren haben (zuletzt 1986 durch Hermenegild Peiker). Weitere Motive sind die Muttergottes mit Kind (Chorbogen) und das Lamm auf dem Buch mit den sieben Siegeln (fünftes Kapitel der Offenbarung des Johannes).

## Figurenschmuck
Die Bschorer-Figuren im Chorraum entstanden zwischen 1730 und 1740 und stellen die Heiligen Rochus, Johannes (Apostel), Johannes Nepomuk, Florian und Leonhard dar. Möglicherweise auch von Bschorer sind die Figuren der Kanzel: der Posaunenengel über dem Schalldeckel, die Heiliggeisttaube und die Symbole für die vier Evangelisten. Zur Ausstattung gehören weiter im Kirchenschiff eine Kreuzigungsgruppe (um 1500), die zwei Beichtstühle (sie waren bis 1934 im Chor), vier Tragestangen und die vierzehn Stationsbilder des Kreuzweges (1848, unbekannter Künstler). An der Doppelempore (Umbau 1896 bis 1908) schuf der Münchener Kunstmaler Gotthard Bauer unter dem Eindruck des Ersten Weltkrieges 1921 den Totentanz-Zyklus. In der Mitte der unteren Empore symbolisiert  der auferstandene Heiland den Kontrast zur irdischen Vergänglichkeit. König David als Sänger mit der Harfe bekrönt den fünfteiligen Orgelprospekt aus der Mitte des 18. Jahrhunderts.